# Campoletis diversa
Campoletis diversa là một loài tò vò trong họ Ichneumonidae.